# خولیو آلخاندرو
خولیو آلخاندرو (اسپانیایی: Julio Alejandro‎؛ ۱۹۰۶ – ۲۲ سپتامبر ۱۹۹۵) فیلم‌نامه‌نویس و نویسنده اهل مکزیک بود.
از فیلم‌ها یا مجموعه‌های تلویزیونی که وی در آن‌ها نقش داشته است، می‌توان به نازارین اشاره نمود.